# Aïn Touta
Ain Touta, ⵄⵉⵏ ⵜⵓⵜⴰ, Mac Mahon durant la colonisation française, est une commune de la wilaya de Batna en Algérie, située à 35 km au sud-ouest de Batna et à 81 km au nord-est de Biskra.

## Géographie

### Situation
Le territoire de la commune d'Aïn Touta est situé au sud de la wilaya de Batna, à 35 km au sud-ouest de Batna, sur les confins des Aurès.
| Ouled Aouf, Tilatou                    | Hidoussa,Oued Chaaba | Ben Foudhala El Hakania |
| Tilatou                                | Aïn Touta            | Ben Foudhala El Hakania |
| Tilatou, El Kantara (wilaya de Biskra) | Maafa                | Maafa                   |

### Localités de la commune
La commune d'Aïn Touta est composée de 5 localités :
- Aïn Touta
- El Ksour
- Béni Makhlouf (Tamezouin)
- Briket (khodrane)
- Tamarins (Touaba)

### Climat
Le climat d'Aïn Touta est aride, chaud en été et froid en hiver. Le pluviométrie est très faible et les chutes de neige sont très rares.

### Transports
- Aïn Touta est desservie par la route nationale 3.
- Elle est desservie par les lignes de train El Guerrah (Constantine) à Touggourt[2] et Ain Touta à M'Sila via sa gare ferroviaire[4].
  - Le train régional Batna à Alger y passe à 4 h 55 et Alger - Batna à 18 h 43.
  - Le train régional Biskra - Constantine y passe à 6 h 01 et Constantine - Biskra à 18 h 45.
  - Le train local Ain Touta - Batna y passe à 6 h 55 et 16 h 05 et Batna - Aintouta y passe à 12 h 55 et 17 h 55.

## Histoire
Sous le règne des Ottomans, le territoire de la commune actuelle abritait une caserne appelée Zemalat Sbaïs. En 1881, cette caserne est renommée par les Français en Mac Mahon, en hommage au maréchal français Patrice de Mac Mahon qui a fondé le centre militaire dans le but de contrôler et de gérer la zone de transit pour les convois circulant du nord au sud.
Les premiers colons français venus dans la région en 1872, étaient originaires d'Alsace et de Lorraine qui ont donné le nom de Horbourg à l'actuelle commune.
La commune mixte d'Aïn Touta a été créée le 29 décembre 1884 par un arrêté gouvernemental publié dans le journal du gouvernement générale[Quoi ?] le 19 du mois de la même année. En 1904, par le décret gouvernemental du 27 décembre une partie de la commune mixte s’est associée à la commune mixte de Belezma.
À la suite du découpage administratif de 1974, Aïn Touta est devenu chef-lieu d'une daïra.

## Toponymie
En 1872, la région est appelée Horbourg par les colons originaires d'Alsace et de Lorraine, en référence à la localité de Horbourg située dans le département du Haut-Rhin et la région Alsace en France.
Aïn Touta, le nom actuel de la commune signifie en arabe la fontaine du mûrier.

## Activités culturelles et sportives
La jeunesse de Ain Touta est connue par leur créativité, l'innovation, et volonté d'éducation, ils représentaient l'Algérie à plusieurs reprises dans des célèbres expositions et dans des grands événements internationaux.
Depuis les années 1990, l'association des Petits Débrouillards algériens a hissé le drapeau algérien en haut pour de nombreuses années dans plusieurs Expo Sciences internationaux, représentant toute l'Algérie, où la dernière participation était en juillet 2015 à Bruxelles, en Belgique, en participant à l'Expo-Sciences.
L'Entente sportive d'Aïn Touta est un club omnisports de la ville, notamment connu pour sa section de handball.

## Démographie

### Évolution démographique
Selon le recensement général de la population et de l'habitat de 2008, la population de la commune d'Aïn Touta est évaluée à 59 904 habitants contre 44 900 en 1998. Aïn Touta est la troisième commune la plus peuplée de la wilaya de Batna après Batna et Barika.
La population de la commune est répartie en trois zones en 2008, la quasi-totalité soit 93,04 % de la population résidente est basée dans le chef-lieu de la commune. L'agglomération secondaire Ras El-Ma englobe 1,78 % de la population totale d'Aïn Touta. Les 5,18 % restants sont réparties dans la zone éparse (louchèchna, briket, tamarin...).
| 1892   | 1954   | 1966   | 1977   | 1987   | 1998   | 2008   |
| ------ | ------ | ------ | ------ | ------ | ------ | ------ |
| 23 430 | 38 600 | 20 004 | 31 761 | 29 600 | 44 900 | 59 904 |

### Pyramide des âges
| Hommes | Classe d’âge | Femmes |
| ------ | ------------ | ------ |
| 0,62   | 80 ans et +  | 0,58   |
| 1,26   | 70 à 79 ans  | 1,29   |
| 1,68   | 60 à 69 ans  | 1,77   |
| 3,46   | 50 à 59 ans  | 3,25   |
| 5,12   | 40 à 49 ans  | 5,4    |
| 6,81   | 30 à 39 ans  | 6,69   |
| 10,63  | 20 à 29 ans  | 10,19  |
| 11,43  | 10 à 19 ans  | 11,05  |
| 9,61   | 0 à 9 ans    | 9,13   |
| 0,02   | nd           | 0,03   |

| Hommes | Classe d’âge | Femmes |
| ------ | ------------ | ------ |
| 0,49   | 80 ans et +  | 0,48   |
| 1,21   | 70 à 79 ans  | 1,23   |
| 1,77   | 60 à 69 ans  | 1,8    |
| 3,43   | 50 à 59 ans  | 3,37   |
| 5,04   | 40 à 49 ans  | 5,25   |
| 6,80   | 30 à 39 ans  | 6,88   |
| 10,74  | 20 à 29 ans  | 10,39  |
| 11,29  | 10 à 19 ans  | 10,84  |
| 9,69   | 0 à 9 ans    | 9,25   |
| 0,02   | nd           | 0,03   |

## Économie
La commune dispose d'un petit bassin agricole consacré à l'arboriculture fruitière. Elle abrite également une cimenterie.